# Illmersdorf (Drebkau)
Illmersdorf, niedersorbisch Njamorojce, ist ein Gemeindeteil im Ortsteil Casel der Stadt Drebkau im Landkreis Spree-Neiße (Brandenburg). Der Ort war bis zur Eingemeindung zum 1. Januar 1958 in die Nachbargemeinde Casel eine eigenständige Gemeinde.

## Geographie
Illmersdorf liegt fünf Kilometer nordwestlich der Kernstadt Drebkau und rund 13 Kilometer südwestlich der Altstadt von Cottbus. Illmersdorf besitzt keine Gemarkung mehr; sie wurde mit der Gemarkung von Casel vereinigt. Die frühere Gemarkung Illmersdorf entspricht den Fluren 5,6 und 7 der heutigen Gemarkung Casel. Sie grenzte im Norden an Wiesendorf und Kackrow, im Osten an Koschendorf, im Südosten an Siewisch, im Süden an Radensdorf und im Westen an Casel und Brodtkowitz. Die ehemalige Gemarkung ist zum größeren Teil bewaldet. Einziger Wasserlauf auf der ehemaligen Gemarkung ist der Abzugsgraben Brodtkowitz, der in mehreren Armen nördlich des Dorfkerns beginnt und nach Norden abzieht. Im Osten bildet das Koselmühlenfließ die Grenze der heutigen Gemarkung Casel bzw. der ehemaligen Gemarkung Illmersdorf. Im Süden berührt das Neue Buchholzer Fließ gerade noch die ehemalige Gemarkung. Historisch gab es den Rohrteich nördlich des Ortes und den Lugk-Teich nordwestlich des Ortes.
Eine kleine Straße verbindet Illmersdorf mit dem östlich gelegenen Koschendorf und dem westlich gelegenen Wüstenhain und Brodtkowitz. Im Süden bildete die L52 die Grenze zur (ursprünglichen) Gemarkung Casel.

## Geschichte
Der Ort wurde um 1500 als Ylmerstorff erstmals erwähnt. 1511 erscheint der Name als Irmelsdorff, 1527 als Ilmesdorf und 1652 als Illmerßdorff. Der Name ist deutschen Ursprungs. Eichler leitet ihn von einem Personennamen Elmar (vom älteren Agilmar), also das Dorf eines Elmar, wahrscheinlich des Lokators. Houwald leitet dagegen den Namen von einem Hilmar ab, nach der Schreibweise Hilmersdorff in einer Urkunde von 1571. Demnach wäre es das Dorf eines Hilmar gewesen. Illmersdorf war ursprünglich ein kleines Runddorf, das durch die Bildung des Rittergutes stark deformiert wurde.

### Besitzgeschichte
Um 1500 gehörte Illmersdorf (oder auch nur ein Teil von Illmersdorf) den Brüdern Hans und Andreas von Greifenhagen (Greyffenhain). Sie verkauften es vor 1511 an Caspar (I.) von Zabeltitz, den Sohn des Hans von Zabeltitz von Wolkenberg, der am Donnerstag nach Maria Magdalena 1511 mit Illmersdorf und mit drei Scheffeln Getreide- und Gartenzins in Laasow belehnt wurde. Hans von Greyffenhain wurde am 29. März 1511 in Berlin wegen Straßenraub mit dem Schwert gerichtet.
Nach dem Lehnbrief für Caspar (I.) von Zabeltitz waren seine Brüder Christoph und Peter mitbelehnt. Er hatte für das Lehn Illmersdorf ein halbes Ritterpferd zu stellen. Aber auch die von Löben besaßen in Illmersdorf zwei Hüfner mit Namen Jeggel und Nowack mit dritthalb Hufen sowie fünf Gärtner, die sie bald nach 1511 an Caspar von Zabeltitz verkauften. Nach dem Lehnbrief für Siegmund von Köckritz auf Raakow vom 17. Oktober 1527 besaß er ebenfalls noch Rechte in Illmersdorf, die von der böhmischen Krone herrührten. In späteren Belehnungen der von Köckritz mit dem Rittergut Raakow taucht Illmersdorf nicht mehr auf, d. h. diese Rechte wurden wohl bald nach 1527 ebenfalls an Caspar (I.) von Zabeltitz verkauft. Er besaß außerdem Hänchen, Milkersdorf und Kunersdorf. Caspar (I.) von Zabeltitz war mit einer NN von Gersdorf verheiratet und hatte mit ihr die vier Söhne Hans, Christoph, Joachim und Caspar (II.), die nach seinem Tod 1536 mit Illmersdorf, Hänchen, Milkersdorf und Kunersdorf belehnt wurden. Joachim verkaufte 1537 seinen Anteil an seine Brüder; er starb um 1550.
Am 11. Dezember 1545 wurden die Brüder Christoph, Hans und Caspar von Zabeltitz zum Hänchen und Illmersdorf vom Landvogt Albrecht von Schlick Graf von Passaun mit dem Dorf Brodtkowitz belehnt. Hans von Zabeltitz war Amtshauptmann in Driesen in der Neumark. Anscheinend teilten die drei Brüder, wobei Hans Illmersdorf und Milkersdorf erhielt. Er war mit Anna von Zabeltitz verheiratet, die mit Konsens vom 17. Januar 1564 Illmersdorf als Leibgedinge verschrieben erhielt. Anscheinend ging Hans 1569 noch eine zweite Ehe mit einer NN. von Gersdorf ein. Er starb vor 1571. Sein Bruder Christoph saß in Hänchen und Caspar (II.) hatte Schorbus erworben. Nächster Besitzer von Illmersdorf war wiederum ein Caspar (hier Caspar (III.)), ein Sohn des Hans von Zabeltitz. Er war 1571 beim Tod des Vaters noch unmündig. Die Wiederbelehnung beim Regierungsantritt des brandenburgischen Kurfürsten Johann Georg 1571 nahm daher Christoff von Zabeltitz auf Hänchen und Caspar (II.) zu Schorbus für ihren Neffen Caspar (III.) entgegen. 1575 ist Caspar (III.) Besitzer von Illmersdorf, er muss also bis dato volljährig geworden sein. Caspar (III.) taucht in zahlreichen Lehnsbriefen seiner nahen Verwandten von Zabeltitz als Mitbelehnter auf. Er war mit Dorothea von Zabeltitz, Tochter des Christoph von Zabeltitz und der Catharina von Haugwitz von Tranitz verheiratet. Ihm gehörten auch Milkersdorf und Heinersdorf. 1583 mussten die Zabeltitzer zum Hänchen und Illmersdorf zusammen ein Ritterpferd stellen. 1591 musste er ein Kapital in Höhe von 2.000 Gulden bei Wenzel von Lawald aufnehmen und ihm dafür Milkersdorf versetzen. 1612 kaufte er eine Hälfte von Kackrow und Wiesendorf. 1616 konnte er auch die andere Hälfte von Kackrow und Wiesendorf von den Brüdern Siegmund, Ernst, Georg, Hans Ludwig und Antonius von Musche (Mosch) erwerben. 1623 gab es in Illmersdorf ein Bergwerk, in dem nach Gold (oder eher Bernstein?) gegraben wurde. 1625 verkaufte er die beiden Dörfer Kackrow und Wiesendorf an Adam von Loeben auf Krieschow. Den Konsens dazu erhielt er am 29. Dezember 1626. Am 29. Mai 1632 überließ Caspar (III.) von Zabeltitz seinem einzigen Sohn Hans die Dörfer Illmersdorf und Brodtkowitz für 19.000 Taler. Die vier Töchter, von denen zwei bereits verheiratet waren, hatten erhalten bzw. sollten noch im Falle ihrer Heirat erhalten, je 1000 Taler Heiratsgut. Die zwei noch unverheirateten Töchter Eva und Margarethe sollten 200 Taler zu ihrer Hochzeit und in der Zeit vor ihrer Hochzeit je 60 Taler pro Jahr zu ihrem Lebensunterhalt bekommen. Hans von Zabeltitz war mit Dorothea von Knobelsdorf und/oder Anna von Muschwitz verheiratet. Aufgrund des verbreiteten Namens Hans in der Zabeltitz’schen Familie ist dies nicht ganz sicher. Sie hatte 4.000 Taler in die Ehe eingebracht. Auch Hans standen 2.000 Taler Lehngeld zu. Lehngeld und Ehegeld sollten unverzinsbar auf dem Gut stehen bleiben. Es ist bald darauf wieder eingegangen. Am 15. Juli 1633 gab Hans von Zabeltitz – verspätet – die Mutung für das väterliche Lehen ab. Er entschuldigte sich damit, dass er dies habe wegen der eingefallenen Pest und Kriegsläuffe bis dato nicht tun können. Zur Wiederbelehnung aus Anlass des Regierungsantrittes des brandenburgischen Kurfürsten Friedrich Wilhelm 1644 war Hans, Caspars sel. Sohn zu Ilmersdorff abwesend.
Hans von Zabeltitz hatte einen Sohn Caspar (IV.), über den nicht viel bekannt ist. 1652 war dieser ohne Leibeserben verstorben, Krüger erwähnt für dieses Jahr Caspar von Zabeltitzes Erben. Das Gut war anscheinend hoch verschuldet und musste schließlich den Gläubigern überlassen werden, die es 1661 für 4.500 Taler an David Heinrich von Normann verkauften. Nach Houwald ist er wohl mit dem David Joachim von Normann identisch, der Hofjunker des Freiherrn von Kittlitz in Spremberg war. David Joachim von Normann war mit einer von Zabeltitz von Illmersdorf, in zweiter Ehe mit einer von Eichendorf verheiratet. Er war der Schwiegersohn des Hans (oder Caspar IV.) von Zabeltitz. Aus der ersten Ehe stammte der Sohn Dubislaff Philipp von Normann. Dieser wurde am 6. Februar 1670 geboren. Er war mit Eleonore Gottliebe von Zabeltitz, Tochter des Caspar Ernst von Zabeltitz und seiner Frau Hedwig Sofie geb. von Muschwitz auf Hänchen und Radensdorf verheiratet. Dubislaff Philipp von Normann übernahm das Gut Illmersdorf für 5.500 Taler. Der Ehe entsprossen fünf Töchter und der Sohn, Caspar Ernst (* 5. Februar 1696 in Illmersdorf), der später Illmersdorf übernahm. Die fünf Töchter waren: 1. Sofie Marianne, verheiratet mit Aegidius Leonhard von Zabeltitz auf Eichow, 2. Erdmuthe Eleonore, verheiratet mit dem königl.-poln. Rittmeister von Grünberg, 3. Charlotte Tugendreich, 4. Gottliebe (beide anscheinend unverheiratet) und 5. Johanna Louise verh. mit Jobst Ernst von Loeben auf Krieschow und Groß Osnig. Dubislaff Philipp von Normann starb am 22. Januar 1727 in Illmersdorf.

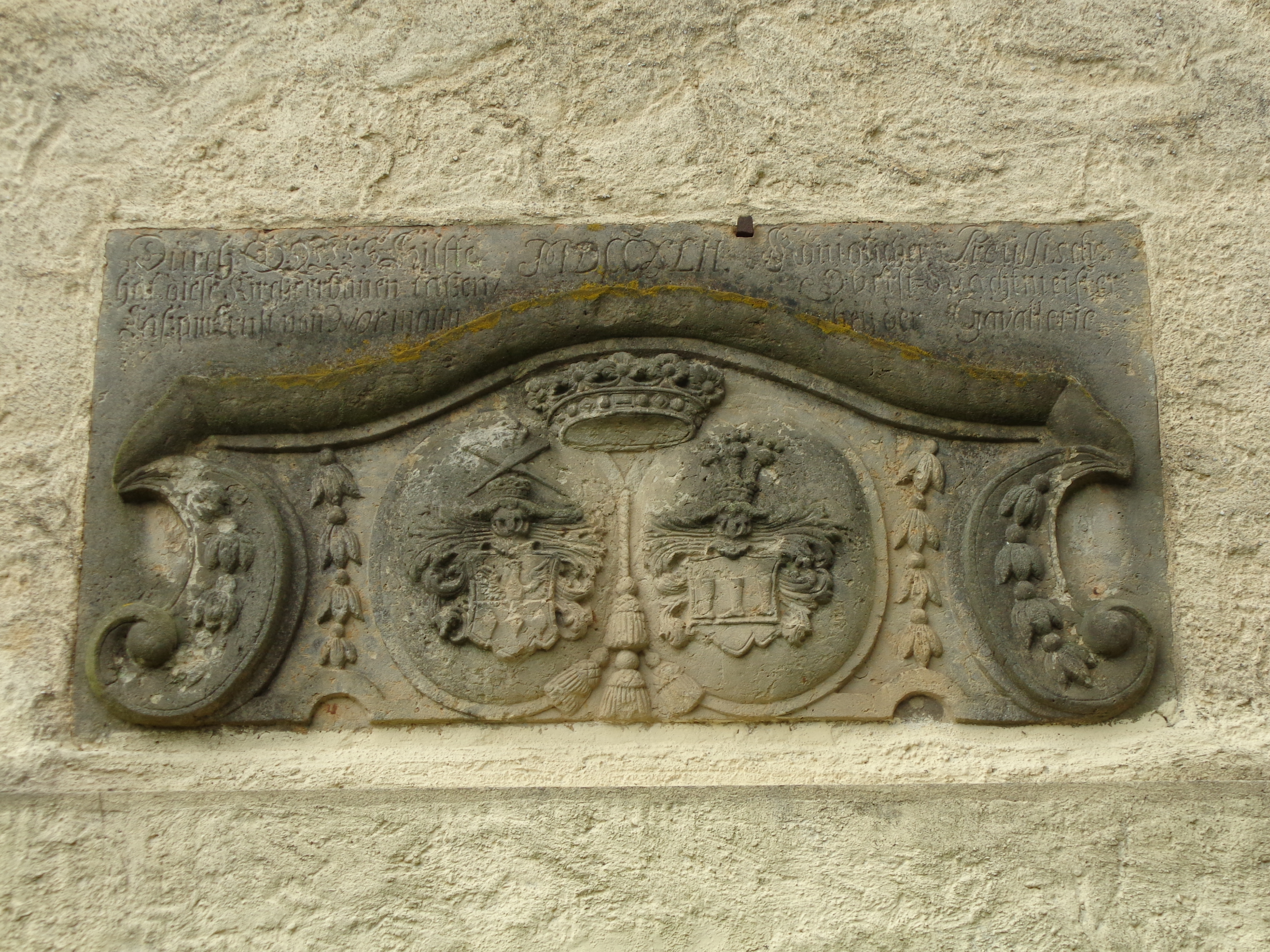
Allianzwappen auf der Westseite der Kirche – „Durch Gottes Hilfe hat diese Kirche erbauen lassen Caspar Ernst von Normann MDCCXLII Königlich-Preußischer Obristwachtmeiser der Cavallerie“

Danach übernahm Caspar Ernst von Normann Illmersdorf. Er heiratete 1728 Johanna Luise von Barfus aus dem Hause Reichenow (Ortsteil von Reichenow-Möglin). Die Schwester Sophie Marianne heiratete den Egidius Leonhard von Zabeltitz auf Eichow. Der älteste Sohn Johann Ernst von Zabeltitz wurde um 1729 in Illmersdorf geboren. 1738 erwarb Caspar Ernst von Normann Anteilgut II Hänchen für 11.600 Taler von Friedrich Nikolaus von Rhaden und Anteilgut I Hänchen 1740 für 10.000 Taler von Wolf Ernst von Zabeltitz. Caspar Ernst von Normann ließ 1742 in Illmersdorf eine neue Fachwerkkirche bauen, die aber heute z. T. verputzt ist. Die Inschrift mit dem Allianzwappen auf der Westseite der Kirche besagt: „Durch Gottes Hilfe hat diese Kirche erbauen lassen Caspar Ernst von Normann MDCCXLII Königlich-Preußischer Obristwachtmeiser der Cavallerie“. Die Kirche von Illmersdorf erlangte dadurch eine gewisse Berühmtheit, dass in der Gruft unter dem Turm elf dort beigesetzte Leichen, Mitglieder der Familie von Normann, durch die besonderen mikroklimatischen Bedingungen mumifiziert wurden (siehe Artikel Mumien von Illmersdorf). Caspar Ernst von Normann brachte es in der preußischen Armee noch bis zum Rang eines Majors. Er hatte die Söhne Wilhelm Erdmann (14. September 1734), August Christian (* 9. April 1736; † 25. April 1807), Otto Leberecht (* 30. August 1737) und Johann Alexander (* 8. Juli 1743) sowie die Töchter Caroline Louise (* 3. März 1740, verh. mit dem sächsischen Major von Schönberg auf Dannenberg) und Philippine Charlotte (3. August 1745, verh. mit dem sächsischen Major Johann Wilhelm von Manstein). Drei Söhne starben als Kleinkinder. Caspar Ernst von Normann starb am 27. März 1748 in Illmersdorf und wurde in der von ihm erbauten Kirche und Gruft beigesetzt, ebenso seine Frau Johanna Luise geb. von Barfus.
Zunächst übernahm 1758 der Sohn, Oberforstmeister August Christian von Normann, das Gut Illmersdorf, der es aber nur ein Jahr später seinem Bruder Wilhelm Erdmann überließ. Beide genannten Gutsherren sowie auch ihr nächstjüngerer Bruder, der Kornett Otto Lebrecht von Normann-Illmersdorf, begannen ihre Laufbahn an der Ritterakademie Brandenburg. Gut Hänchen wiederum fiel an den Sohn Johann Alexander (* 8. Juli 1743; † 12. November 1799), dessen Vormund wurde der Baron Franz Matthäus von Vernezobre de Laurieux auf Krieschow. Der Sohn Otto Leberecht fiel als Offizier im Sienjährigen Krieg. Wilhelm Erdmann war am 14. September 1734 in Bärwalde geboren worden. Der preußische Rittmeister Wilhelm Erdmann von Normann war in erster Ehe mit Eleonore Justine (oder Ulrike Eleonore) von Rieben (1736–1765) verheiratet, die bei der Geburt ihres zweiten Kindes starb und in der Familiengruft in der Kirche beigesetzt ist. In zweiter Ehe heiratete Wilhelm Erdmann die Schwester seiner ersten Frau, Helene Juliane von Rieben aus dem Hause Galenbeck. Er ging noch eine dritte Ehe mit Friederike Freiin von Vernezobre de Laurieux (* 1754), Tochter des Freiherren Friedrich Wilhelm von Vernezobre de Laurieux auf Krieschow ein. Aus der ersten Ehe stammte der Sohn Ludwig Ernst August (* 1768; † 1808 in Rathenow), der königl.-preußischer Offizier im Rang eines Kapitäns war, aus der zweiten Ehe der Sohn Friedrich Wilhelm Heinrich von Normann (* 16. Dezember 1771). Aus der dritten Ehe stammten die Töchter Johannette (unverh.) und Juliane, die mit Obrist Ludwig von Köckeritz aus dem Hause Siewisch, Erbherr auf Milkersdorf verheiratet war.
1774 ging das Gut in Konkurs und fiel an die Gläubiger von Langen, von Manstein und von Schönberg, die es aber 1775 an Marie Else Helene Juliane Margarethe von Normann (geb. von Rieben), der Frau des Wilhelm Heinrich von Normann verkauften. Sie starb 1778 und vererbte es ihren Kindern Wilhelmine Juliane (sie heiratete am 29. April 1790 den königl.-preuß. Kapitän Richard Albrecht von Wartenberg, geschieden 1798) und Friedrich Wilhelm Heinrich von Normann. Am 21. März 1806 starb Wilhelm Erdmann von Normann in Illmersdorf.
1801 zahlte Friedrich Wilhelm Heinrich von Normann seine Schwester aus und übernahm das Gut alleine. Er heiratete in erster Ehe Philippine Freiin von Kottwitz, und nach deren Tod 1819 in zweiter Ehe Jeanette von Arnim aus dem Hause Gerswalde. 1809 war Friedrich Wilhelm von Normann Landrat des Kreises Cottbus. Ihm war auch das Gut Krieschow seines Onkels Johann Alexander von Normann nach dem Tod seiner Witwe Friedrike Auguste von Bojanowska zugefallen. Er starb bereits am 29. Januar 1821; seine Witwe Jeanette von Arnim heiratete in zweiter Ehe seinen Neffen Alexander Gottlob von Normann, der dann auf Krieschow genannt wird. Erbe war jedoch der Sohn des Friedrich Wilhelm Heinrich von Normann, Friedrich Wilhelm Otto (* 30. April 1821 in Krieschow; † 29. Juli 1874 in Klein Mehßow).
1835 wurde das Rittergut Illmersdorf von dem minorennen Friedrich Wilhelm Otto von Normann für zehn Jahre verpachtet. Das Gut hatte außer der Acker- und Viehwirtschaft eine Ziegelei, einige Karpfenteiche und ein Lokal zum Betrieb der Branntweinbrennerei. Ihm standen einige unbeständige Gefälle und Naturalien und die niedere und mittlere Jagd zu. 1843 verkaufte Friedrich Wilhelm Otto von Normann das Gut Illmersdorf für 60.000 Taler, Krieschow mit Wiesendorf für 82.500 Taler an Henri/Heinrich Graf von Pourtalès-Gorgier. Im selben Jahr heiratete er Margarethe von Houwald (1824–1853), Tochter des Schriftstellers Christoph Ernst von Houwald auf Sellendorf. Friedrich Wilhelm Otto von Normann starb am 29. Juli 1874 in Kemmen.
Die Topographisch-statistische Uebersicht des Regierungs-Bezirks Frankfurt a. d. O. von 1844 gibt bereits Heinrich Graf von Pourtalès-Gorgier als Besitzer an. Dieser wurde am 5. Februar 1815 als Sohn des James Alexander Graf von Pourtalès-Gorgier geboren. Er heiratete am 22. Juni 1840 Anna Maria Gräfin von Escherny (* 11. September 1820). Das Paar hatte vier Kinder: Marie (* 15. April 1841), Emilie (* 15. Dezember 1842), Arthur (* 31. August 1844) und Luise Henriette (* 25. Juni 1847). Auch Berghaus nennt den Grafen für 1850 als Besitzer von Illmersdorf. Wann Heinrich Graf von Pourtalès-Gorgier Illmersdorf verkauft hat, ist nicht bekannt.
Rauer nennt für 1857 als Besitzer von Illmersdorf Julius Louis Mayer (Israelit). 1867 weist das Topographisch-statistische Handbuch des Regierungs-Bezirks Frankfurt a. O. den Kaufmann Meyer Ball zu Calau als Besitzer aus. Meyer Ball wohnte damals im sogenannten Judenhaus in Calau und war Wollhändler. 1879 sind die Meyer Ball’schen Erben die Eigentümer von Illmersdorf. Die Ziegelei ist der einzige größere Wirtschaftsbetrieb zur Land- und Forstwirtschaft hinzu. Das Gut hatte eine Größe von 649,12 ha; davon entfielen 147,07 ha auf Ackerland, 52,76 ha auf Wiesen, 42,24 ha auf Hutung und 395,10 ha auf Forst. 1885 war das Gut in den Besitz von Heinrich von Witzleben gekommen. Das Rittergut umfasste 649 ha; mit 120 ha Ackerland, 53 ha Wiesen und 464 ha Forst. Es war an einen gewissen Lehmann verpachtet. 1914 gehörte das Gut immer noch dem 1886 in den erblichen Grafenstand erhobenen Heinrich von Witzleben in Altdöbern. Pächter des Gutes war Gustav Weger. Das Handbuch des Grundbesitzes von 1910 nennt eine Gesamtgröße des Gutes von 668,61 ha, davon 120 ha Ackerland, 53 ha Wiesen, 464 ha Forst und interessanterweise 12 ha Wasserfläche. Vermutlich war der Rohr-Teich oder der Lugk-Teich noch nicht (wieder) trocken gelegt worden. 1921 ist Helmut Roebbelen der neue Besitzer des Gutes, das aber nur noch 135 ha umfasst. 1923 gehörte es Hans Meyer in Berlin, der es an Otto Rohrbeck verpachtet hatte. Das Gut umfasste nur noch 75 ha Ackerland und 35 ha Wiesen. Davon abgetrennt worden war ein kleineres Gut von 21 ha, das Wilhelm Schonnop gepachtet oder gekauft hatte.
| Jahr      | 1793 | 1818 | 1846 | 1852 | 1871 | 1890 | 1910 | 1925 | 1939 | 1946 | 1950 |
| Einwohner | 126  | 147  | 181  | 211  | 172  | 136  | 143  | 120  | 111  | 151  | 137  |

### Dorfgeschichte
1635 war die Feldmark von Illmersdorf in 20 Hufen eingeteilt, 14 Hufen waren Ritterhufen und sechs waren Bauernhufen; davon waren aber vier Hufen wüst. Außerdem wohnten zwei Gärtner und zwei Schäfer im Ort. 1652 lebten in Illmersdorf neben der Gutsherrschaft der Schulze, er bewirtschaftete eine Hufe, ein Gärtner und sieben Büdner. Diese acht Personen bewirtschafteten etwas Acker der Ortsherrschaft. Zwei Bauerngüter mit je zwei Hufen, ein Bauerngut mit einer Hufe und zwei Gärtnergüter lagen wüst. 1718/19 gab es auf der Feldmark 14 Ritterhufen, 2⅓ Bauernhufen, einen Hof mit einer halben Kossätenhufe, ein Bauernhof mit einer Hufe, einen Hof mit 3⅓ Kossätenhufen, einen Bauern mit einer Hufe und zehn Gärtner. Der Acker wurde jährlich besät. 1763 lebten 15 Kossäten und ein Krüger (oder Schänker) im Ort. Es gab eine Schäferei, die der Herrschaft gehörte. Die Schmettausche Karte von 1767/87 verzeichnet eine Ziegelei nördlich des Ortskerns. 1783 lebten in 22 Feuerstellen (Wohnhäusern) 126 Menschen. 1809 macht Bratring folgende Angaben: Illmersdorf, Dorf und Gut, 14 Ganz-Kossäten, 2 Büdner, ein Einlieger, Schmiede, Ziegelei, 1500 Morgen Holz und verschiedene Seen. Die Feldmark hatte sieben Hufen (ohne das Gut). In 23 Häusern lebten 138 Menschen. 1818 gab es im Ort 29 Wohnhäuser mit 147 Bewohnern. Gesondert aufgeführt ist die unbewohnte Ziegelei nördlich des Dorfkerns. 1840 war der Bestand an Wohnhäusern auf 39 angestiegen mit 181 Bewohnern. Nach Riehl und Scheu gab es 1861 eine Schule in Illmersdorf. Im Ort standen 34 Wohnhäuser; er hatte 213 Einwohner. Zum herrschaftlichen Gut gehörte eine Ziegelei und eine Branntweinbrennerei. 1864 gab es im Ort 28 Wohngebäude. Illmersdorf hatte zu diesem Zeitpunkt 214 Einwohner.

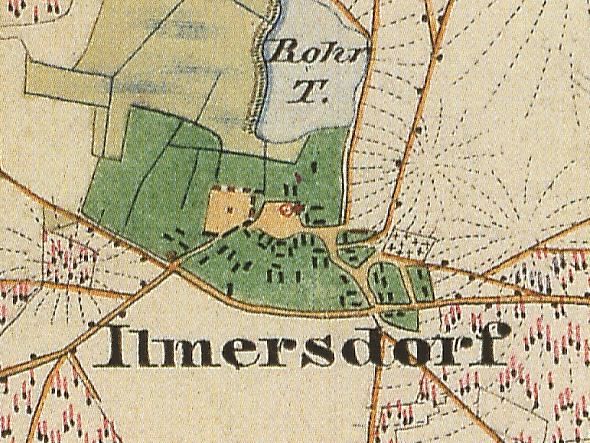
Illmersdorf auf dem Urmesstischblatt 4351 Drebkau von 1846

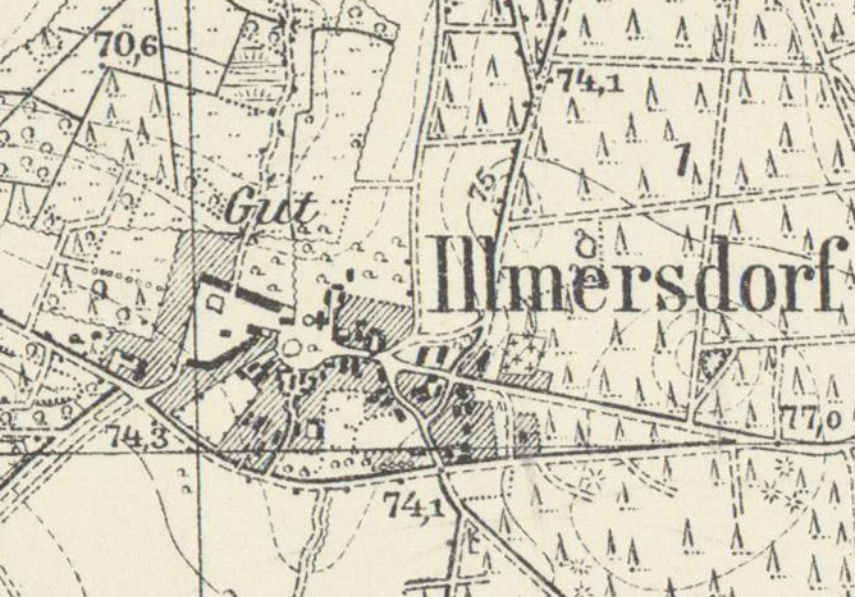
Illmersdorf auf dem Messtischblatt 4351 Drebkau von 1919

Die ehemalige Gemarkung von Illmersdorf ist im Wesentlichen verteilt auf die Urmesstischblätter 4251 Cottbus-West und 4351 Drebkau. Die westlichen Teile der ehemaligen Gemarkung liegen schon auf den Urmesstischblättern 4250 Vetschau und 4350 Altdöbern. Bemerkenswerte Einzelheiten auf den Urmesstischblättern sind die Ziegelei, der heute verschwundene Rohrteich und der Lugk-Teich. Im Messtischblatt 4351 Drebkau von 1919 ist am westlichen Ortsausgang ein Forsthaus vermerkt (Illmersdorfer Dorfstraße 1); es fehlt dann in der Ausgabe des Messtischblattes von 1936.

### Kommunale und politische Geschichte
Das niederlausitzische Dorf Illmersdorf gehörte im ausgehenden Mittelalter zur kurbrandenburgischen Herrschaft Cottbus bzw. in der frühen Neuzeit zum Cottbusischen Kreis, der im 16. Jahrhundert an die Neumark angeschlossen wurde. 1806 musste Preußen durch den Tilsiter Frieden die Herrschaften Cottbus und Peitz an das Königreich Sachsen abtreten. Schon 1813 wurden die beiden Herrschaften wieder in die preußische Verwaltung eingegliedert. Völkerrechtlich verbindlich geschah dies mit dem Inkrafttreten der Beschlüsse des Wiener Kongresses im Mai 1815. Illmersdorf verblieb auch in der Kreisreform von 1816 im Kreis Cottbus. 1874 wurden Amtsbezirke in Preußen gebildet; Illmersdorf wurde dem Amtsbezirk No. 17 Laubst zugeordnet. Amtsvorsteher war Rittergutsbesitzer Stielow auf Rehnsdorf, sein Stellvertreter Rittergutsbesitzer Dr. von Wackersbarth in Koschendorf.
Ab 1807 wurde Illmersdorf rechtlich gesehen und im gewissen Rahmen eine selbständige Landgemeinde. Aus dem Gut wurde der Gutsbezirk gebildet, der rechtlich gesehen nicht Teil der Landgemeinde war. Der Gemeindebezirk umfasste 1869 nur 570 Morgen, der Gutsbezirk 2620 Morgen. Erst 1928 wurde der Gutsbezirk mit dem Gemeindebezirk vereinigt. Auch in den Kreisreformen von 1950 und 1952 in der damaligen DDR blieb Illmersdorf im Kreis Cottbus. Zum 1. Januar 1958 wurde Illmersdorf nach Casel eingemeindet und war danach Ortsteil von Casel. Nach der Wende wurden 1992 Ämter in Brandenburg gebildet, die die Verwaltungsgeschäfte der meist sehr kleinen Gemeinden übernahmen. Casel mit seinem Ortsteil Illmersdorf schloss sich mit sieben weiteren Gemeinden und der Stadt Drebkau zum Amt Drebkau (Niederlausitz) zusammen. Zum 31. Dezember 2001 schlossen sich die Gemeinden Casel, Domsdorf, Greifenhain, Jehserig, Laubst, Leuthen, Schorbus, Siewisch und die Stadt Drebkau zur neuen Stadt Drebkau zusammen, das Amt Drebkau (Niederlausitz) wurde aufgelöst. Seither ist Casel ein Ortsteil der Stadt Drebkau, Illmersdorf ein Gemeindeteil von Casel, ohne eigene kommunalpolitische Vertretung.

### Kirchliche Zugehörigkeit
Der Ort war 1818 und bis nach 1930 nach Greifenhain eingepfarrt. Die Kirche war Privatbesitz der Gutsbesitzer. Vor 1986 wechselte Illmersdorf in die Kirchengemeinde Leuthen. Heute gehört der Ort zur 2002 gebildeten Kirchengemeinde Leuthen-Schorbus im Kirchenkreis Cottbus der Evangelischen Kirche Berlin-Brandenburg-schlesische Oberlausitz.

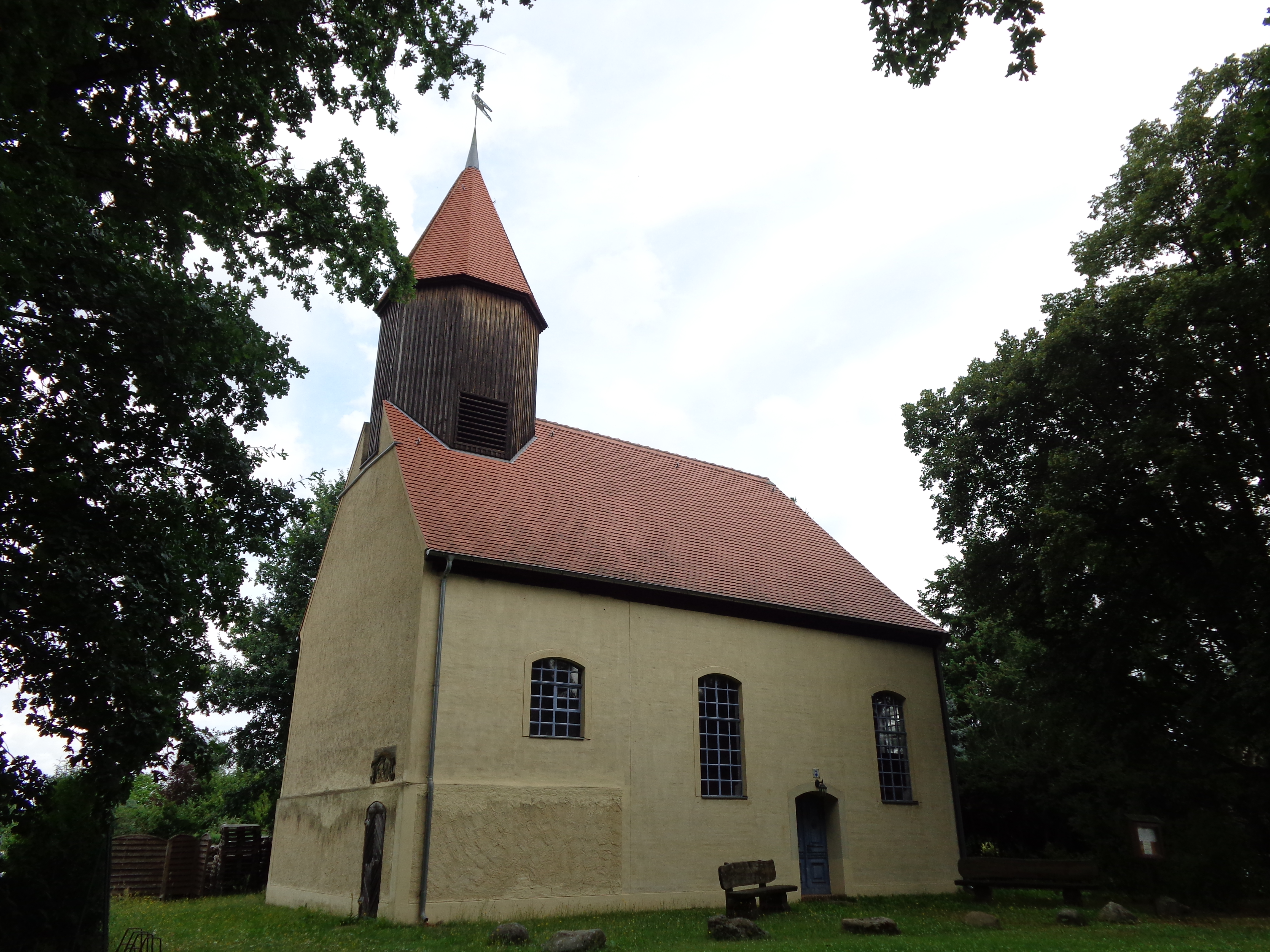
Dorfkirche Illmersdorf bei Drebkau, Südseite

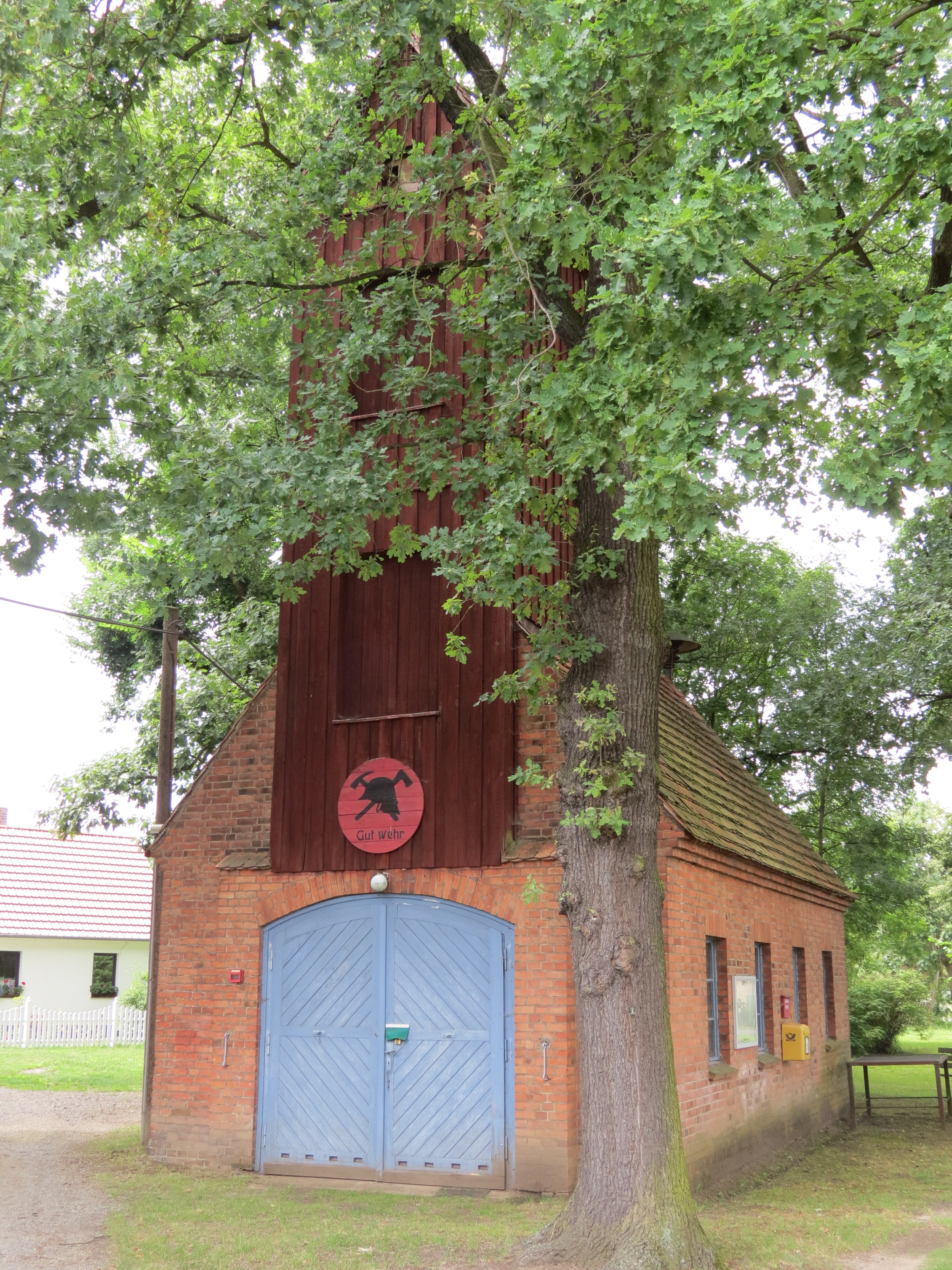
Feuerwehrhaus gegenüber der Kirche

## Denkmale und Sehenswürdigkeiten
Die Denkmalliste des Landes Brandenburg für den Landkreis Spree-Neiße (Stand: 31. Dezember 2015) verzeichnet für Illmersdorf nur ein Baudenkmal:
- Nr.09125063: Dorfkirche mit Gruft und Mumien, in der Illmersdorfer Dorfstraße. Der massive, teils verputzte Fachwerkbau wurde 1742 errichtet.

## Persönlichkeiten
- Johann Sigismund Friedrich Schindler (Jan Zygmunt Bjedrich Šyndlaŕ; 1758–1841), sorbischer Pfarrer und Autor; 1781–87 Hauslehrer in Illmersdorf
- Friedrich Wilhelm von Normann (1771–1829), preußischer Gutsbesitzer und Landrat des Kreises Cottbus[30]